# Златно сърце
Златно сърце е първият български роман за деца, написан през 1929 г. от Калина Малина (1898 – 1979).

## Поетика
От гледна точка на композицията, произведението следва схемата на образователния роман. Повествованието се води от 1 лице, единствено число. Творбата съдържа специфична композиционна рамка, в която е поместен възрастният герой (зрелият мъж), а същинската част от текста е класически разказ за детството, за напускането на родния дом и странстване по пътищата на болката и любовта, довеждащи до съзряване.
Основният образ в произведението е този на майката, въплътен в три героини – рождената майка на момчето, от която е останал само спомен, майка Айше, която участва в отвличането на детето и леля Злата, която се превръща в майка във финала на текста.
Творбата е наситена с метафорични знаци, един от които е самото заглавие. От една страна златното сърце е конкретен предмет – медальон с форма на сърце, а от друга – то е метафора на всички добри хора, които това момче среща по пътя си. Романът съдържа и приключенски мотиви.